# Асоціація футболу Миколаївської області
Асоціація футболу Миколаївської області (АФМО) — обласна громадська спортивна організація, заснована 30 листопада 1994 року. Є колективним членом Федерації футболу України. Головна мета її діяльності — сприяння розвитку та популяризації футболу в Миколаївській області.

## Основна інформація
Інформація станом на початок 2011 року.
| Показник                          | К-сть |
| --------------------------------- | ----- |
| Колективних членів АФМО           | 29    |
| Районних асоціацій                | 19    |
| Міських асоціацій                 | 5     |
| товариств                         | 5     |
| Стадіонів для професійних змагань | 1     |
| Стадіонів для аматорських змагань | 9     |

| Особи, що займаються футболом | К-сть |
| ----------------------------- | ----- |
| 8—10-річні                    | 6120  |
| 11—14-річні                   | 6080  |
| 15—17-річні                   | 3575  |
| 18—35-річні                   | 8380  |
| 36 і більше                   | 610   |

| Показник                 | К-сть |
| ------------------------ | ----- |
| Тренерів дорослих команд | 269   |
| Тренерів юнацьких команд | 98    |
| Арбітрів у полі          | 20    |
| Асистентів арбітрів      | 31    |
| СДЮШОР та ДЮСШ (футбол)  | 28    |

| Учасники дитячо-юнацьких змагань | К-сть |
| -------------------------------- | ----- |
| Всеукраїнських                   | 15    |
| Обласних                         | 190   |
| Районних                         | 1200  |
| Міських                          | 260   |
| «Шкіряний м'яч»                  | 1700  |

| Учасників змагань (команд)               | Кількість |
| ---------------------------------------- | --------- |
| Професійних у великому футболі / футзалі | 1 / 0     |
| Жіночих регіональних / всеукраїнських    | 0 / 0     |
| Ветеранів регіональних / всеукраїнських  | 9 / 2     |
| Районних / міських серед дорослих        | 199 / 46  |
| Районних / міських з футзалу             | 33 / 47   |

## Турніри
Під егідою асоціації регулярно проводяться такі турніри:
- Чемпіонат Миколаївської області з футболу
- Кубок Миколаївської області з футболу
- Суперкубок Миколаївської області з футболу

## Керівництво
|  | Ім'я               | Посада                  |
|  | ------------------ | ----------------------- |
|  | Микола Єропунов    | Голова асоціації        |
|  | Валерій Запорожець | Перший заступник голови |
|  | Леонід Ніколаєнко  | Заступник голови        |
|  | Євген Дерев'яга    | Заступник голови        |
|  | Владлен Науменко   | Заступник голови        |
|  | Ігор Пономаренко   | Заступник голови        |

## Контакти
- адреса: Україна, м. Миколаїв, вул. Маріупольська, 69/28